# The Brig Society
The Brig Society ist eine satirische Stand-Up- und Sketch-Comedy mit Marcus Brigstocke. Sie wurde auf BBC Radio 4 erstmals am 26. Juni 2013 um 18:30 Uhr ausgestrahlt. Die erste Episode der zweiten Staffel wurde am 1. August 2014, die erste Episode der dritten Staffel am 17. September 2015 und die erste Episode der vierten Staffel am 16. November 2016 ausgestrahlt.
Neben Brigstocke treten noch Margaret Cabourn-Smith und William Andrews in allen Episoden und Rufus Jones, Colin Hoult, Justin Edwards, Tom Crowley und Freya Parker in manchen Episoden auf.
Die Sendung wurde von Marcus Brigstocke, Jeremy Salsby, Toby Davies, Nick Doody, Tom Neenan und Steve Punt geschrieben. Sie wurde von David Tyler und Pozzitive Television produziert.

## Inhalt
Der Titel ist ein Verweis auf „The Big Society“, ein Programm der britische Conservative Party, die darauf abzielt die Macht des Zentralstaats, durch Förderung von sozialem Engagement, zu verringern.
Die Sendung besteht aus einem Monolog (vorgetragen von Marcus Brigstocke), der von Sketchen unterbrochen wird. Dabei folgt es immer dem Prinzip, dass Brigstocke versucht, sich in einem bestimmten Themenbereich sozial zu engagieren. Ihm wird oft, aber nicht immer, als Konsequenz eine Organisation, ein Unternehmen oder ähnliches gegeben, das er leiten soll. Dabei werden Probleme der jeweiligen Themen angesprochen.
Einige Figuren werden mehrmals benutzt, beispielsweise die einer rechtsextremen Aristokratin. Zudem werden bestimmte Dinge mehrmals angesprochen, wie die Griechische Staatsschuldenkrise, oder kritisiert, wie die Partei UKIP.

## Episodenliste
| Episode            | Thema                                        | Schauspieler                                                                          |
| ------------------ | -------------------------------------------- | ------------------------------------------------------------------------------------- |
| Serie 1, Episode 1 | Kleidermode                                  | Marcus Brigstocke, Margaret Cabourn-Smith, William Andrews, Rufus Jones               |
| Serie 1, Episode 2 | National Health Service                      | Marcus Brigstocke, Margaret Cabourn-Smith, William Andrews, Rufus Jones               |
| Serie 1, Episode 3 | Das britische Gefängnissystem                | Marcus Brigstocke, Margaret Cabourn-Smith, William Andrews, Rufus Jones               |
| Serie 1, Episode 4 | Lebensmittel und die Lebensmittelindustrie   | Marcus Brigstocke, Margaret Cabourn-Smith, William Andrews, Rufus Jones               |
| Serie 1, Episode 5 | Schottland und Schottische Unabhängigkeit    | Marcus Brigstocke, Margaret Cabourn-Smith, William Andrews, Rufus Jones               |
| Serie 1, Episode 6 | Schienenverkehr in Großbritannien            | Marcus Brigstocke, Margaret Cabourn-Smith, William Andrews, Rufus Jones               |
| Serie 2, Episode 1 | Die Europäische Union                        | Marcus Brigstocke, Margaret Cabourn-Smith, William Andrews, Rufus Jones               |
| Serie 2, Episode 2 | Social Media (insbesondere Facebook)         | Marcus Brigstocke, Margaret Cabourn-Smith, William Andrews, Rufus Jones               |
| Serie 2, Episode 3 | Drogenhandel                                 | Marcus Brigstocke, Margaret Cabourn-Smith, William Andrews, Rufus Jones               |
| Serie 2, Episode 4 | Landwirtschaft                               | Marcus Brigstocke, Margaret Cabourn-Smith, William Andrews, Rufus Jones               |
| Serie 2, Episode 5 | Religion                                     | Marcus Brigstocke, Margaret Cabourn-Smith, William Andrews, Rufus Jones               |
| Serie 2, Episode 6 | Banken                                       | Marcus Brigstocke, Margaret Cabourn-Smith, William Andrews, Rufus Jones               |
| Serie 3, Episode 1 | Fußball                                      | Marcus Brigstocke, Margaret Cabourn-Smith, William Andrews, Colin Hoult               |
| Serie 3, Episode 2 | Geschlechterungleichheit                     | Marcus Brigstocke, Margaret Cabourn-Smith, William Andrews, Tom Crowley, Freya Parker |
| Serie 3, Episode 3 | Diplomatie                                   | Marcus Brigstocke, Margaret Cabourn-Smith, William Andrews, Colin Hoult               |
| Serie 3, Episode 4 | Wohnungsmarkt, Immobilienkrise               | Marcus Brigstocke, Margaret Cabourn-Smith, William Andrews, Tom Crowley               |
| Serie 3, Episode 5 | House of Lords                               | Marcus Brigstocke, Margaret Cabourn-Smith, William Andrews, Justin Edwards            |
| Serie 3, Episode 6 | Das Schulsystem im Vereinigten Königreich    | Marcus Brigstocke, Margaret Cabourn-Smith, William Andrews, Justin Edwards            |
| Serie 4, Episode 1 | Zeitungen                                    | Marcus Brigstocke, Margaret Cabourn-Smith, William Andrews, Colin Hoult               |
| Serie 4, Episode 2 | Berichterstattung über Skandale in Zeitungen | Marcus Brigstocke, Margaret Cabourn-Smith, William Andrews, Colin Hoult               |

Die sechste Episode der zweiten Serie wurde beim Edinburgh Festival aufgezeichnet.